# NICE Ltd.
NICE Ltd. (en hebreo: נייס‎) una empresa con sede en Israel, especializada en grabación de voz telefónica, seguridad de datos, vigilancia y automatización robótica de procesos, así como en sistemas que analizan datos grabados.
La compañía sirve a diversas industrias, como servicios financieros, telecomunicaciones, atención médica, subcontratistas, venta minorista, medios de comunicación, viajes, proveedores de servicios y servicios públicos.
La cotización principal de las acciones de la compañía está en la Tel Aviv Stock Exchange, donde forma parte del Índice TA-35. Barak Eilam se convirtió en CEO en abril de 2014, reemplazando a Zeevi Bregman. Eilam anteriormente dirigió la compañía en la división de América. A partir de noviembre de 2020, la compañía tenía ~ 6,800 empleados.

## Historia
NICE fue fundada en 1986 como Neptune Intelligence Computer Engineering (NICE) por 7 ex colegas del ejército israelí. La compañía inicialmente se centró en el desarrollo de tecnología para aplicaciones de seguridad y defensa, pero pronto reenfocó sus esfuerzos en aplicaciones civiles, principalmente para call center, servicios financieros y mercados de inteligencia empresarial.